# Croghan Hill
Croghan Hill är en kulle i republiken Irland.   Den ligger i grevskapet Uíbh Fhailí och provinsen Leinster, i den centrala delen av landet, 70 km väster om huvudstaden Dublin. Toppen på Croghan Hill är 221 meter över havet.
Terrängen runt Croghan Hill är huvudsakligen platt. Croghan Hill är den högsta punkten i trakten. Runt Croghan Hill är det glesbefolkat, med 16 invånare per kvadratkilometer. Närmaste större samhälle är Edenderry, 15,2 km öster om Croghan Hill. Trakten runt Croghan Hill består i huvudsak av gräsmarker.